# Feriel Graja
Feriel Graja (arabe : فريال قراجة), née le 11 décembre 1980, est une actrice tunisienne.

## Biographie
Elle débute à la télévision en 1994 dans la série Fawazir puis dans Al Motahadi de Moncef Kateb trois ans plus tard. Par la suite, elle joue dans diverses séries télévisées telles que Îchqa wa Hkayet et Gamret Sidi Mahrous de Slaheddine Essid.
Elle réside désormais en Égypte, où elle adopte le nom de Feriel Youssef. Elle joue dans plusieurs séries égyptiennes telles que Khatem Soliman (2011) et Noktat Daaf (2013).
Elle est titulaire d'une maîtrise de l'École supérieure de commerce de Tunis.
En décembre 2010, Feriel Youssef fait la couverture du magazine people Tunivisions, puis celle du magazine arabe Kul Al Osra du mois de novembre 2012. Elle est en couverture du magazine tunisien E-jeune en décembre 2013. Elle apparaît en première page dans de nombreux autres magazines tels que Rotana Magazine, Zahrat Al Khaleej et Kolenas Magazine.

## Filmographie

### Cinéma
- 2009 : Bel Al Alwan El Tabia (Couleurs naturelles) d'Oussama Faouzi[2]
- 2010 : El Ragol El Ghamed Beslamto (A Mysterious Man) de Mohsen Ahmed et Nashaat Abdel Latif
- 2015 :
  - Khetta Badila (Plan B) d'Ahmed Abdel Baset
  - Gomhureyet Imbaba (The Republic of Embaba) d'Ahmed El Badry

### Télévision

#### Séries tunisiennes
- 1994 : Fawazir Fawanis de Raouf Kouka
- 1997 : Al Motahadi de Moncef Kateb
- 1998 : Îchqa wa Hkayet de Slaheddine Essid
- 1999 : Ghalia de Moncef Kateb
- 2002 :
  - Douroub Elmouejha d'Abdelkader Jerbi : Maha
  - Gamret Sidi Mahrous de Slaheddine Essid : Dalila
- 2004 : Loutil de Slaheddine Essid : Kmar
- 2018 : Ali Chouerreb de Madih Belaïd et Rabii Tekali : Kmar

#### Séries égyptiennes
- 2009 : Kalem Neswan (Woman Talk) d'Azza Shalaby
- 2010 :
  - Malika Fi El Manfa (Queen in Exile) de Rawia Rashed
  - Msh Alf Liela w Liela (Not, One Thousand and One Nights) de Walid Youssef, avec Ashraf Abdel Baki
- 2011 : Khatem Soliman (Soliman’s Ring) d'Ahmed Abdel-Hamid
- 2012 : Ibn Leil (Son of Night) d'Ismail Abdel Hafez
- 2013 : Noktat Daaf (Weak Point) d'Ahmed Shafik et Emad El Gazwy, avec Jamel Suleiman et Sana Kassous
- 2014 : Al Ekhwa (The Brothers) de Saif Sheikh Najib
- 2015 :
  - Alwan Elteif (Colors of Rainbow) d'Abdel Aziz Hashad
  - Asrar (Secrets) de Wael Fahmi Abdul Hameed
  - Zihab wa Awda (Round Trip) d'Ahmed Shafik et Emad El Gazwy
  - Leaabet Eblis (The Devil's Game) de Sherif Ismail et Wafaa Baghdadi

#### Séries libanaises
- 2014 : Law de Samer Al Barqawi et Emad El Gazwy

#### Émissions
- 2014 : Al Rakesa (The Bellydancer) sur Al Kahera Wal Nas : membre du jury
- 2015 : Ramez Wakil Al Jaw (épisode 20) sur MBC Masr

### Vidéos
- 2015 : participation à la vidéo promotionnelle Visit Tunisia réalisée sur une initiative de l'actrice Hend Sabri à la suite de l'attaque du musée du Bardo[3]

## Récompenses
- Prix de distinction artistique pour son rôle dans Bel Al Alwan El Tabia au Festival du film méditerranéen d'Alexandrie en 2010
- Prix spécial pour son rôle dans Khatem Soliman au Dear Guest Festival (Égypte) en 2011[4]
- Prix de la meilleure actrice tunisienne pour Khatem Soliman au concours Sayidaty (en) en 2012